# Гінзбург Семен Олександрович
Семен Олександрович Гінзбург (18 січня 1900, Луганськ — 3 серпня 1943, Мала Томаровка, Курська область) — радянський конструктор бронетанкового озброєння та техніки .

## Біографія
Народився 5 (18) січня 1900 року в місті Луганськ Слов'яносербського повіту Катеринославської губернії, Російської імперії.
Під час Громадянської війни в 1919—1921 роках служив в артилерії РСЧА, вступив до ВКП(б) у жовтні 1919 року. Після закінчення війни служив курсовим командиром у різних командних курсах та артилерійських школах.
1929 року закінчив Військово-технічну академію ім. Дзержинського в Ленінграді за танковою спеціальністю, а в жовтні того ж року танкову школу в Казані.
Працював у ДКБ Гарматно-Арсенального тресту під керівництвом С. П. Шукалова в Москві, у січні 1931 року очолив новостворене КБ-3 ВГАО. Потім відряджений у розпорядження Управління механізації та моторизації РСКА (УММ РСЧА).
У 1932 році нагороджений орденом Леніна.
Із 1932 року працював у дослідно-конструкторному машинобудівному відділі (ДКМВ) ленінградського заводу № 174, і з 1933 по 1937 рік на заводі № 185 помічником директора заводу (М. В. Барикова) по конструкторській частині (головним конструктором). У 1933 році начальник випробувальної групи танку В-26 («Віккерс»,англ. Vickers Mk.E). За безпосередньою участю та під його керівництвом на заводі № 185 було виконано низку проєктно-конструкторських робіт із розробки дослідних танків Т-33, Т-43, Т-29, Т-46-5, Т-100 та Т-126СП, а також танків Т-26, Т-28, Т-35 і Т-50, що надійшли згодом у серійне виробництво.
Під час Великого терору був під арештом і слідством протягом п'яти місяців (листопад 1937 — квітень 1938), потім випущений на волю, але не був відновлений на посаді. Після короткого періоду роботи начальником відділу на заводі № 174 у травні 1939 року став головним конструктором заводу, обіймаючи цю посаду і після злиття заводів № 185 та № 174 у травні 1940 року.
Незабаром після початку Німецько-радянської війни у серпні 1941 року почалася евакуація заводу, а 11 вересня був створений Наркомтанкопром, в якому Гінзбург отримав посаду заступника начальника 2-го (технічного) відділу — Ж. Я. Котіна, який обійняв посаду заступника наркома. У 1941—1943 роках займався в основному самохідною артилерією, у тому числі контролював і безпосередньо керував роботами зі створення легкої самохідки СУ-76. За низьку якість перших самохідних установок СУ-76 був усунений з посади та направлений у діючу армію .
Інженер-полковник С. О. Гінзбург, перебуваючи на посаді заступника командира 32-ї танкової бригади з технічної частини, загинув під час авіанальоту 3 серпня 1943 року в районі села Мала Томаровка Курської області.
Похований біля села Лучки Томаровського району Курської області (нині Яковлівський район Бєлгородської області). У 1950 році перепохований у братській могилі в селі Беленихіно Прохоровського району Бєлгородської області (вулиця Ватутіна, 150 м на південь від залізничного вокзалу).

## Нагороди та звання
- Орден Леніна (23.11.1932)
- Орден Червоної Зірки (Указ Президії Верховної Ради СРСР від 20.01.1943 за № 605/20);
- Орден «Знак Пошани» (10.3.1936)
- інші медалі.